# Трамвај у Бордоу
Трамвај у Бордоу се састоји од четири линије које опслужују град Бордо. Систем има дужину руте од 77.5 км, који опслужује укупно 133 трамвајске станице.   
Прва линија модерног трамваја у Бордоу отворена је 21. децембра 2003. Систем је препознатљив по томе што користи систем за напајање на нивоу земље у центру града. 

## Мрежа
Мрежа се састоји од четири линије, укупне дужине трасе од 77.5 км. Руте опслужују укупно 130 трамвајских станица, рачунајући девет стајалишта на деоници пруге коју деле линије C и D, и три прелазне тачке у центру града.
| Линија | Дужина  | станице |
| ------ | ------- | ------- |
| A      | 29.2 км | 51      |
| B      | 19.5 км | 37      |
| C      | 19.4 км | 35      |
| D      | 9.8 км  | 24      |